# (5247) Krylov
(5247) Krylov est un astéroïde de la ceinture principale.

## Description
(5247) Krylov est un astéroïde de la ceinture principale. Il fut découvert le 20 octobre 1982 à Naoutchnyï par Lioudmila Karatchkina. Il présente une orbite caractérisée par un demi-grand axe de 2,33 UA, une excentricité de 0,16 et une inclinaison de 23,5° par rapport à l'écliptique.

## Compléments